# 节翅地皮消
节翅地皮消（学名：Pararuellia alata）为爵床科地皮消属的植物。分布在中国大陆的云南、重庆、湖北等地，生长于海拔750米的地区，多生于江边疏林下沙地，目前尚未由人工引种栽培。